# Pochazia incompleta
Pochazia incompleta är en insektsart som beskrevs av Melichar 1898. Pochazia incompleta ingår i släktet Pochazia och familjen Ricaniidae. Inga underarter finns listade i Catalogue of Life.